# Ligne Tsuyama
La ligne Tsuyama (津山線, Tsuyama-sen) est une ligne ferroviaire de la compagnie JR West, située dans la préfecture d'Okayama au Japon. Elle relie la gare d'Okayama à la gare de Tsuyama.

## Histoire
La compagnie privée Chugoku Railway (中国鉄道) ouvre la ligne Tsuyama le 21 décembre 1898. La ligne est nationalisée en 1944.

## Caractéristiques

### Ligne
- Longueur : 58,7 km
- Ecartement : 1 067 mm
- Alimentation : non électrifié

### Gares

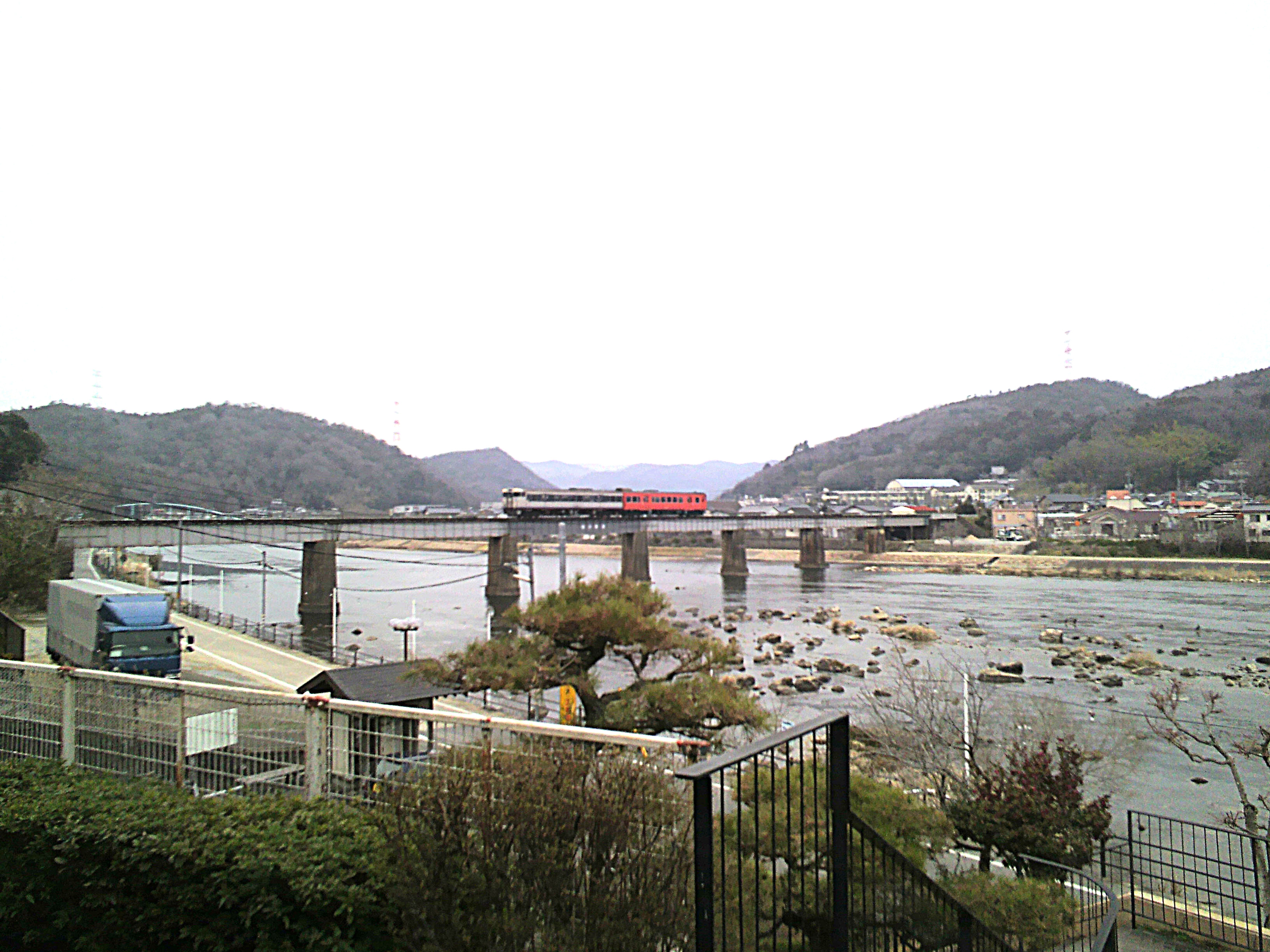
La ligne traversant le fleuve Asahi à Okayama.

| Gare         | Nom japonais | Distance depuis Okayama (km) | Correspondances                                                             | Localisation |
| ------------ | ------------ | ---------------------------- | --------------------------------------------------------------------------- | ------------ |
| Okayama      | 岡山         | 0                            | JR West : Sanyō Shinkansen, Sanyō, Seto-Ōhashi, Kibi, Uno Tramway d'Okayama | Okayama      |
| Hōkaiin      | 法界院       | 2,3                          |                                                                             | Okayama      |
| Bizen-Hara   | 備前原       | 5,1                          |                                                                             | Okayama      |
| Tamagashi    | 玉柏         | 7,5                          |                                                                             | Okayama      |
| Makiyama     | 牧山         | 11,4                         |                                                                             | Okayama      |
| Nonokuchi    | 野々口       | 16,7                         |                                                                             | Okayama      |
| Kanagawa     | 金川         | 19,7                         |                                                                             | Okayama      |
| Takebe       | 建部         | 27,0                         |                                                                             | Okayama      |
| Fukuwatari   | 福渡         | 30,3                         |                                                                             | Okayama      |
| Kōme         | 神目         | 36,5                         |                                                                             | Kumenan      |
| Yuge         | 弓削         | 40,5                         |                                                                             | Kumenan      |
| Tanjōji      | 誕生寺       | 43,5                         |                                                                             | Kumenan      |
| Obara (ja)   | 小原         | 45,5                         |                                                                             | Misaki       |
| Kamenokō     | 亀甲         | 49,1                         |                                                                             | Misaki       |
| Sarayama     | 佐良山       | 53,4                         |                                                                             | Tsuyama      |
| Tsuyamaguchi | 津山口       | 56,8                         |                                                                             | Tsuyama      |
| Tsuyama      | 津山         | 58,7                         | JR West : Kishin, Inbi                                                      | Tsuyama      |

## Matériel roulant
La ligne est parcourue par des autorails série KiHa 40, KiHa 47 et KiHa 120.